# Haematopota ensifer
Haematopota ensifer är en tvåvingeart som beskrevs av Schuurmans Stekhoven 1926. Haematopota ensifer ingår i släktet Haematopota och familjen bromsar. Inga underarter finns listade i Catalogue of Life.